# مگی استید
مگی استید (انگلیسی: Maggie Steed؛ زادهٔ ۱ دسامبر ۱۹۴۶) بازیگر و کمدین اهل بریتانیا است. وی از سال ۱۹۷۰ میلادی تاکنون مشغول فعالیت بوده‌است. از فیلم‌ها یا برنامه‌های تلویزیونی که وی در آن نقش داشته‌است می‌توان به شمعون مجوسی و یک قول اشاره کرد.